# Peter Bergqvist
Peter Bergqvist (född 27 augusti 1974) är en svensk fotbollsmålvakt.
Moderkluben heter Mockfjärds IK. Bergquist kom från Sandvikens IF till Gefle 2006 men efter tre år i Gefle flyttade han tillbaka till sin förra klubb inför 2009.